# Bob Akin Motor Racing
Le Bob Akin Motor Racing était une écurie de sport automobile américaine. Elle avait été fondée en 1981 par Bob Akin. Durant ces années, l'écurie participa au Championnat IMSA GT.

## Histoire
En 1984, le Bob Akin Motor Racing, en partenariat avec le Valentine Racing, Inc., a fait rouler une Porsche 962,, le châssis 962-102, dans le championnat Championnat IMSA GT. le Bob Akin Motor Racing avait trouvé les moyens de faire rouler une Porsche 962 mais son budget ne lui avait pas permis de faire beaucoup de tests et d’optimisations sur la voiture. C'est la raison pour laquelle la saison 1984 n'a pas été extraordinaire avec seulement deux sixièmes places. 
En 1985, lors des 24 Heures de Daytona a réussi une belle performance en se classant en 4e position. Une autre 4ème place a également été obtenue lors des 600 km de Riverside ainsi qu'une pole position lors des 12 Heures de Sebring. Malheureusement, lors des 500 km de Charlotte, La March-Buick de John Paul Jr. s'était frayé un chemin à travers le gazon et frappa violemment la 962-102 au point de mettre un terme à sa saison de la voiture. C'est alors que le Bob Akin Motor Racing a fait appel à Porsche 962 afin dde se faire livré un nouveau châssis, le 962-113,. 
En 1986, le Bob Akin Motor Racing, a remporté les 12 Heures de Sebring. Le reste de la saison s'est bien passée avec en se callsant 11 fois dans les 10 premiers.
En 1987, le Bob Akin Motor Racing a fait l'acquisition de deux Porsche 962, les châssis 962-C04 et 962-C05,  auprès de Jim Chapman. A la place des feuilles d’aluminium pliées, rivetées et collées, typiquement utilisé par Porsche, c’est une structure en nid d’abeilles d'aluminium qui est utilisée,,. Seul le châssis C04 fût utilisé en course. Pour la première fois de sa carrière, Bob Akin n'a pas piloté ses voitures dans le championnat. La porche 962-113 avait été quant à elle vendu au Penske Racing.

## Résultats en compétition automobile

### 24 Heures du Mans
| Année | Copilotes                                    | Voiture       | Moteur                              | Classe   | Pneus | Tours | Pos. | Class Pos. |
| ----- | -------------------------------------------- | ------------- | ----------------------------------- | -------- | ----- | ----- | ---- | ---------- |
| 1981  | Bob Akin Paul Miller (de) Craig Siebert (de) | Porsche 935K3 | Porsche Type-935 3,0 l Flat-6 Turbo | IMSA GTX | G     | 320   | Abd. | Abd.       |
| 1982  | Bob Akin Dave Cowart (de) Kenper Miller (de) | Porsche 935L  | Porsche Type-935 2,8 l Flat-6 Turbo | IMSA GTX | G     | 15    | Abd. | Abd.       |

### 24 Heures de Daytona
| Année | Copilotes                                        | Voiture       | Moteur                                 | Classe | Pneus | Tours | Pos. | Class Pos. |
| ----- | ------------------------------------------------ | ------------- | -------------------------------------- | ------ | ----- | ----- | ---- | ---------- |
| 1981  | Bob Akin Craig Siebert (de) Derek Bell           | Porsche 935K3 | Porsche Type-935 3,0 l Flat-6 Turbo    | GTX    | G     | 695   | 2e   | 2e         |
| 1982  | Bob Akin Craig Siebert (de) Derek Bell           | Porsche 935K3 | Porsche Type-935 3,0 l Flat-6 Turbo    | GTX    | G     | 708   | 2e   | 2e         |
| 1983  | Bob Akin John O'Steen (de) Dale Whittington (en) | Porsche 935K3 | Porsche Type-935 3,0 l Flat-6 Turbo    | GTP    | G     | 42    | Abd. | Abd.       |
| 1984  | Bob Akin John O'Steen (de) Bobby Rahal           | Porsche 935   | Porsche Type-935 3,0 l Flat-6 Turbo    | GTP    | G     | 181   | Abd. | Abd.       |
| 1985  | Hans-Joachim Stuck Bob Akin Paul Miller (de)     | Porsche 962   | Porsche Type-962/71 3,2 l Flat-6 Turbo | GTP    | G     | 670   | 4e   | 4e         |
| 1986  | Hans-Joachim Stuck Bob Akin Jo Gartner           | Porsche 962   | Porsche Type-962/71 3,2 l Flat-6 Turbo | GTP    | Y     | 29    | Abd. | Abd.       |
| 1987  | Hans-Joachim Stuck Bob Akin James Weaver         | Porsche 962   | Porsche Type-962/71 3,2 l Flat-6 Turbo | GTP    | Y     | 700   | 6e   | 6e         |

## Pilotes
- Dennis Aase (en) (1983, 1985)
- Bob Akin (1982-1987)
- Derek Bell (1981-1982)
- Vivian Candy (1981)
- Price Cobb (1986)
- Dave Cowart (de) (1982)
- Jo Gartner (1985-1986)
- Hurley Haywood (1982, 1987)
- Pete Lovett (en) (1981)
- Skeeter McKitterick (de) (1981)
- Kenper Miller (de) (1982)
- Paul Miller (de) (1981, 1985)
- Jim Mullen (1984-1985)
- Kees Nierop (en) (1986)
- John O'Steen (de) (1983-1984)
- Bobby Rahal (1981, 1984)
- Vern Schuppan (1987)
- Steve Shelton (en) (1987)
- Craig Siebert (de) (1981-1982)
- Hans-Joachim Stuck (1984-1987)
- James Weaver (1986-1987)
- Dale Whittington (en) (1983)